# Thomas Clemens (Schauspieler)
Thomas Clemens (* 15. Juni 1970) ist ein österreichischer Schauspieler.

## Leben
Clemens wuchs zweisprachig, mit Deutsch und Französisch, auf. 1988 beendete er seine Schulausbildung am Lycée Français de Vienne in Wien. Er absolvierte von 1988 bis 1991 eine Schauspielausbildung am Max-Reinhardt-Seminar in Wien. Weiterführende Studien folgten von 1991 bis 1992 am Conservatoire National Supérieur d’Art Dramatique in Paris. Nebenbei besuchte Clemens verschiedene Workshops für Schauspieler, unter anderem bei Cédric Klapisch und Angelina Maccarone.
Nach dem Abschluss seiner Ausbildung hatte Clemens Festengagements zunächst als Theaterschauspieler. Von 1992 bis 1995 hatte er ein Festengagement am Theater Aachen; von 1995 bis 1999 spielte er am Burgtheater in Wien. Dort trat er unter anderen in den Stücken Das Mädchen aus der Feenwelt oder Der Bauer als Millionär (1996) und, unter der Regie von Einar Schleef, 1998 in der Uraufführung des Theaterstücks Ein Sportstück auf. Seither arbeitet er als freiberuflicher Schauspieler.
Seit Ende der 1990er Jahre übernahm Clemens regelmäßig auch Rollen im Film und im Fernsehen. Er spielte Episodenrollen in verschiedenen Fernsehserien, hauptsächlich in Krimiserien, unter anderem in Die Wache, Kommissar Rex, Rosa Roth, Schnell ermittelt, SOKO Kitzbühel und SOKO Wien. Mehrfach hatte er auch Rollen in der Krimiserie Tatort. In dem Tatort-Film Satisfaktion war er 2007, an der Seite von Axel Prahl und Jan Josef Liefers, als Dr. Leon Strobel zu sehen; Er verkörperte einen alten Corpskameraden des Opfers aus gemeinsamen Studientagen.
Von 2005 bis 2023 spielte er in der ZDF-Krimiserie SOKO Köln die durchgehende Serienrolle des Pathologen und Gerichtsmediziners Dr. Philip Kraft.
Privat engagiert sich Clemens im Rahmen des Projekts Run for Colours für die Kölner Aidshilfe. Clemens lebt in Köln.

## Filmografie (Auswahl)
- 1997: Sans cérémonie
- 1998: Die Neue – Eine Frau mit Kaliber – Auge um Auge
- 1999: Untersuchung an Mädeln
- 1999: Schloßhotel Orth – Außer Konkurrenz
- 2000: Die Wache – Golden Delicious
- 2000: St. Angela – Schlaflose Nächte
- 2000: Liebestod
- 2001: Kommissar Rex – Ein todsicherer Tipp
- 2001–2009 Lindenstraße (Folge 837 Täuschungsmanöver; Folge 1030 Affenzirkus; Folge 1255 Herzrasen)
- 2002: Du bist mein Kind
- 2002: SK Kölsch
- 2003: Verbotene Liebe
- 2003: Tatort – Mutterliebe
- 2003: Rosa Roth – Das leise Sterben des Kolibri
- 2005–2023: SOKO Köln
- 2006: Strahlende Helden
- 2007: Tatort: Satisfaktion
- 2008: SOKO Kitzbühel – Diamantenmord
- 2009: SOKO Kitzbühel – Abgedreht
- 2009: Tatort: Baum der Erlösung
- 2010: Ende einer Karriere
- 2010: SOKO Wien – Auf Leben und Tod
- 2011: Bloch: Der Heiland
- 2013: Heiter bis tödlich: Zwischen den Zeilen – Wenn Zeugen sich trau'n
- 2015, 2021: SOKO Wien – Der Tag an dem Penny Lanz starb, Das Phantom
- 2017: Falk – Der Fall Roberto Blanco
- 2017: Die Chefin – Der Neue
- 2018: WaPo Bodensee – Feuerwerk
- 2018: Meine teuflisch gute Freundin
- 2018: SOKO Kitzbühel – Es geschah am Nachmittag
- 2018: Die Klempnerin – Anderssein hat Persönlichkeit
- 2019: M – Eine Stadt sucht einen Mörder
- 2019: Wilsberg: Ins Gesicht geschrieben
- 2021: Tatort: Der Tod der Anderen
- 2022: Der Bergdoktor – Scheinwelten, Hochspannung, Kontrollverlust
- 2024: Zitronenherzen (Fernsehfilm)
- 2025: SOKO Donau/SOKO Wien – Matrjoschka (Fernsehserie)